# Jā Ordū
Jā Ordū (persiska: جا اردو) är en ort i Iran.   Den ligger i provinsen Khuzestan, i den västra delen av landet, 400 km sydväst om huvudstaden Teheran. Jā Ordū ligger 474 meter över havet och antalet invånare är 771.
Terrängen runt Jā Ordū är kuperad åt nordväst, men åt sydost är den platt.Runt Jā Ordū är det ganska tätbefolkat, med 72 invånare per kvadratkilometer. Närmaste större samhälle är Ḩoseynīyeh, 12,8 km sydväst om Jā Ordū. Omgivningarna runt Jā Ordū är i huvudsak ett öppet busklandskap.